# Scalmicauda
Scalmicauda is een geslacht van vlinders uit de familie van de tandvlinders (Notodontidae).

## Soorten
- S. acamas Kiriakoff, 1968
- S. actor Kiriakoff, 1968
- S. adusta Kiriakoff, 1963
- S. afra Kiriakoff, 1968
- S. agasthenes Kiriakoff, 1968
- S. albobrunnea Kiriakoff, 1968
- S. alboterminalis Kiriakoff, 1962
- S. albunea Kiriakoff, 1968
- S. aliena Kiriakoff, 1962
- S. amphion Kiriakoff, 1968
- S. ancaeus Kiriakoff, 1968
- S. andraemon Kiriakoff, 1968
- S. antiphus Kiriakoff, 1968
- S. argenteomaculata (Aurivillius, 1892)
- S. astyoche Kiriakoff, 1968
- S. auribasis Kiriakoff, 1975
- S. azebae Thiaucourt, 1977
- S. azebeae Thiaucourt, 1977
- S. benga Holland, 1893
- S. bernardii Kiriakoff, 1968
- S. bicolorata Gaede, 1928
- S. brevipennis (Holland, 1893)
- S. confusa Kiriakoff, 1959
- S. corinna Kiriakoff, 1968
- S. corona Kiriakoff, 1968
- S. costalis Kiriakoff, 1965
- S. curvilinea Kiriakoff, 1959
- S. chalcedona Kiriakoff, 1968
- S. decorata Kiriakoff, 1962
- S. ectoleuca Hampson, 1910
- S. ectomelinos Kiriakoff, 1962
- S. epistrophus Kiriakoff, 1968
- S. eriphyla Kiriakoff, 1979
- S. eriphyle Kiriakoff, 1979
- S. eumela Kiriakoff, 1968
- S. evadne Kiriakoff, 1979
- S. fuscinota Aurivillius, 1904
- S. geometrica Kiriakoff, 1969
- S. griseomaculata Gaede, 1928
- S. hoesemanni (Strand, 1911)
- S. ignicolor Kiriakoff, 1964
- S. lineata (Holland, 1893)
- S. lycaon Kiriakoff, 1968
- S. macrosema Kiriakoff, 1959
- S. melasema Kiriakoff, 1959
- S. molesta (Strand, 1911)
- S. molestula Kiriakoff, 1959
- S. myrine Kiriakoff, 1968
- S. niveiplaga Hampson, 1910
- S. obliterata Kiriakoff, 1962
- S. obscurior Gaede, 1928
- S. oileus Kiriakoff, 1968
- S. oneili Janse, 1920
- S. oreas Kiriakoff, 1958
- S. orthogramma Kiriakoff, 1960
- S. ovalis Kiriakoff, 1965
- S. pandarus Kiriakoff, 1968
- S. paucinotata Kiriakoff, 1959
- S. phorcys Kiriakoff, 1968
- S. podarce Kiriakoff, 1968
- S. pylaemenes Kiriakoff, 1968
- S. rectilinea (Gaede, 1928)
- S. remmia Kiriakoff, 1959
- S. rubrolineata Kiriakoff, 1959
- S. subfusca Kiriakoff, 1959
- S. talaeon Kiriakoff, 1968
- S. terminalis Kiriakoff, 1959
- S. tessmanni (Strand, 1911)
- S. thessala Kiriakoff, 1968
- S. triangulum Kiriakoff, 1959
- S. tricolor Kiriakoff, 1965
- S. uniarcuata Kiriakoff, 1962
- S. uniarculinea Kiriakoff, 1965
- S. venustissima Kiriakoff, 1969
- S. vinacea Kiriakoff, 1959
- S. vulpinaria Kiriakoff, 1965
- S. xanthogyna Hampson, 1910